# Emmen (Paesi Bassi)
Emmen  è una municipalità dei Paesi Bassi situata nella provincia di Drenthe.

## Geografia fisica
Si estende su una superficie di 346 km² e conta 109.510 abitanti (2010), di cui 51.500 nella città omonima, che ne è il capoluogo. Al di fuori di esso, i centri abitati più importanti sono Klazienaveen (10.900 ab.), Emmer-Compascuum (5.300 ab.), Nieuw-Amsterdam (4.200 ab.), Schoonebeek (3.800 ab.), Erica (3.700 ab.), Niew-Weerdinge (3.300 ab.) e Zwartemeer (3.100 ab.).

## Storia
Le origini della città di Emmen risalgono al XII secolo, epoca a cui risale il campanile romanico della Hervormde Kerk. Tuttavia l'area è popolata fin dalla preistoria, come testimoniato dagli 8 dolmen (hunebedden) che si trovano nei confini della municipalità.
Il Giardino zoologico di Emmen (il Noorder Dierenpark) è il più grande dei Paesi Bassi.

## Sport
Emmen è calcisticamente rappresentata dal Football Club Emmen, militante in Eerste Divisie secondo livello calcistico olandese. Gioca le sue gare interne al De Oude Meerdijk.